# František Dvořák (Journalist)

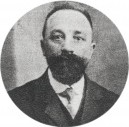
František Dvořák

František Dvořák (* 27. September 1872 in Třebíč, Mähren; † 16. Juni 1942 in Prag), deutsch Franz Dvorak, war ein böhmischer Journalist und Redakteur sowie Politiker und Mitglied in der Konstituierenden Nationalversammlung Österreichs.

## Leben
František Dvořák besuchte eine Volks- und Mittelschule. Im Januar 1918 war er Mitgründer des humanitären Vereins České srdce („Tschechisches Herz“), der sich um das Wohl der Kriegswitwen und ihrer Kinder kümmern sollte.
Dvořák orientierte sich sozialdemokratisch. Er arbeitete als Redakteur der Zeitschrift Dělnické listy („Arbeiterblätter“), die in Prag und in Wien erschien, wo es unter den tschechischen Arbeitern eine starke sozialdemokratische Bewegung gab. Später wurde er Chefredakteur der Zeitung. Bei den Wahlen zur Verfassungsgebenden Nationalversammlung 1919 schlossen sich die sonst konkurrierenden tschechischen Gruppen zu einer gemeinsamen Kandidatur zusammen. Ihr Kandidat war der parteilose František Dvořák, der mit 65.132 Stimmen gewählt wurde. Das Mandat in der Nationalversammlung hatte er vom 4. März 1919 bis zum 9. November 1920 inne.